# FOXF1
FOXF1 (англ. Forkhead box F1) – білок, який кодується однойменним геном, розташованим у людей на короткому плечі 16-ї хромосоми. Довжина поліпептидного ланцюга білка становить 379 амінокислот, а молекулярна маса — 40 122.
| 10         |  | 20         |  | 30         |  | 40         |  | 50         |
| ---------- |  | ---------- |  | ---------- |  | ---------- |  | ---------- |
| MSSAPEKQQP |  | PHGGGGGGGG |  | GGGAAMDPAS |  | SGPSKAKKTN |  | AGIRRPEKPP |
| YSYIALIVMA |  | IQSSPTKRLT |  | LSEIYQFLQS |  | RFPFFRGSYQ |  | GWKNSVRHNL |
| SLNECFIKLP |  | KGLGRPGKGH |  | YWTIDPASEF |  | MFEEGSFRRR |  | PRGFRRKCQA |
| LKPMYSMMNG |  | LGFNHLPDTY |  | GFQGSAGGLS |  | CPPNSLALEG |  | GLGMMNGHLP |
| GNVDGMALPS |  | HSVPHLPSNG |  | GHSYMGGCGG |  | AAAGEYPHHD |  | SSVPASPLLP |
| TGAGGVMEPH |  | AVYSGSAAAW |  | PPSASAALNS |  | GASYIKQQPL |  | SPCNPAANPL |
| SGSLSTHSLE |  | QPYLHQNSHN |  | APAELQGIPR |  | YHSQSPSMCD |  | RKEFVFSFNA |
| MASSSMHSAG |  | GGSYYHQQVT |  | YQDIKPCVM  |  |            |  |            |

A: Аланін

C: Цистеїн

D: Аспарагінова кислота

E: Глутамінова кислота

F: Фенілаланін

G: Гліцин

H: Гістидин

I: Ізолейцин

K: Лізин

L: Лейцин

M: Метіонін

N: Аспарагін

P: Пролін

Q: Глутамін

R: Аргінін

S: Серин

T: Треонін

V: Валін

W: Триптофан

Кодований геном білок за функцією належить до активаторів. 
Задіяний у таких біологічних процесах, як транскрипція, регуляція транскрипції. 
Білок має сайт для зв'язування з ДНК. 
Локалізований у ядрі.